# Жесткая вакуумная экструзия

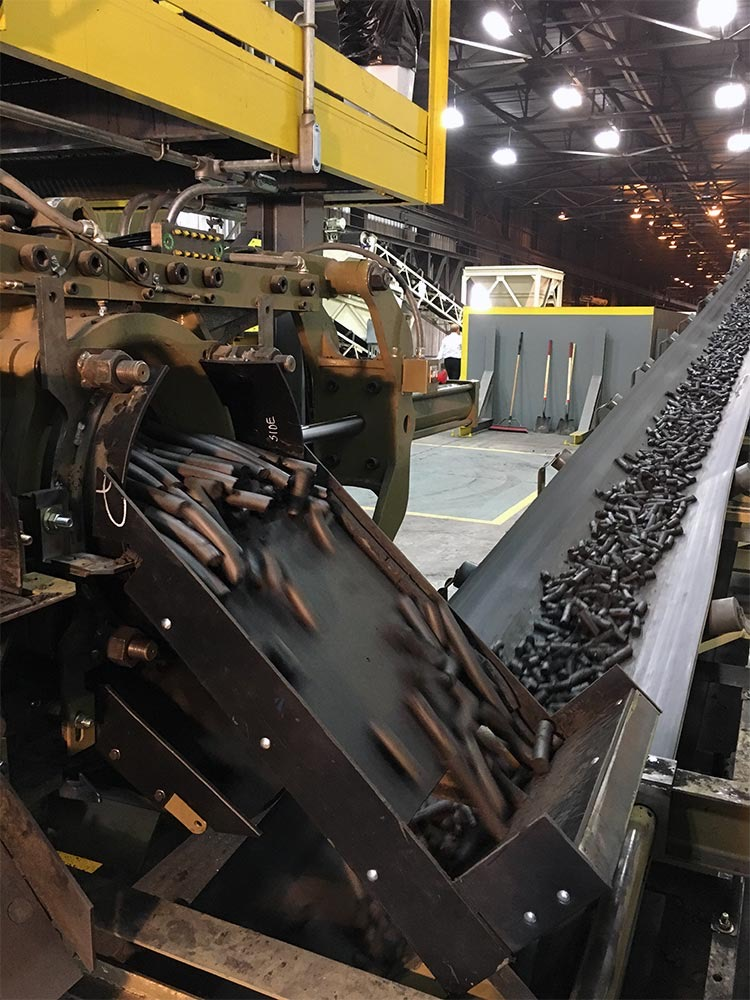
Изготовление брикетов жесткой экструзии (брэксов)

Жёсткая в́акуумная экстр́узия — технология брикетирования природного и техногенного сырья в металлургии. Первоначально разработана для производства керамических кирпичей германской компанией «Haendle» и модифицирована в середине прошлого века американской компанией «J. C. Steele and Sons».
С 2010 года стала широко применяться для брикетирования разнообразных мелкодисперсных материалов в чёрной и цветной металлургии. Основные параметры жёсткой экструзии — давление в рабочей камере экструдера и влажность брикетируемой смеси. Экструзия считается жёсткой, если эти параметры находятся в диапазонах 2,0-4,0 МПа и 12-16 % соответственно. Производительность экструдеров жёсткой экструзии может достигать 130 тонн сырых брикетов в час. Отличительная особенность процесса — приемлемая для немедленной транспортировки к месту складирования механическая прочность брикетов. Применение вакуума при производстве брикетов позволяет заметно снизить расход связующих материалов в сравнении с традиционными способами брикетирования (валковое брикетирование, вибропрессование).
Широкое применение технологии жесткой вакуумной экструзии для брикетирования природного и техногенного сырья стало возможным благодаря исследованиям металлургических свойств брикетов экструзии (брэксов), которые выполнил в 2010—2015 годах Бижанов Айтбер при участии известных российских ученых-металлургов (Дашевский Вениамин Яковлевич, Курунов Иван Филиппович, Малышева Татьяня Яковлевна и др.) Было выявлено влияние вакуума и особенностей экструзионного окускования на специфику набора прочности такими брикетами, на их механическую и горячую прочность в приложении к доменному процессу, производству ферросплавов и получению железа прямого восстановления. В 2012 году было выдано свидетельство на торговую марку — БРЭКС (брикет экструзии).
| АгрегатыХарактеристики                                      | Вибростол                              | Валковый пресс   | Экструдер               |
| ----------------------------------------------------------- | -------------------------------------- | ---------------- | ----------------------- |
| Максимальная производительность                             | 30 т/час                               | 50 т/ч           | 130 т/час               |
| Срок службы (стоимость заменяемых деталей, долл. США/тонна) | 1 год (н.д.)                           | 1 год (1,5)      | 1,5 года (1,0)          |
| Стоимость оборудования, млн.рублей                          | 303                                    | 327*             | 158**                   |
| Содержание цемента в брикетах,%                             | 8-10                                   | 15-16            | 4-6                     |
| Тепловая обработка сырых брикетов                           | 80 оС (10-12 часов)                    | Не требуется     | Не требуется            |
| Оборотный цикл                                              | Отсутствует                            | 30 % от произ-ва | Отсутствует             |
| Форма брикетов                                              | призма, цилиндр                        | подушечка        | стержень любого сечения |
| Размеры брикетов, мм                                        | 80х80,                                 | 30х40х50         | диаметр 5-35 мм         |
| Влажность шихты,%                                           | меньше 5 %                             | меньше 10 %      | 12-18 %                 |
| Возможность складирования сырых брикетов в штабель          | отсутствует                            | возможно         | возможно                |
| Расходы: Электроэнергия Природный газ Тепло Сжатый воздух   | 42,6 кВтч/т 47 м3/т 0,3 Гкал/т 90 м3/т | 23,0 кВтч/т 0    | 33 кВтч/т 0             |

* производительность 60000 т/год
** производительность 700000 т/год
В настоящее время в России функционируют фабрики экструзионного окускования на Новолипецком металлургическом комбимнате (НЛМК) и Челябинском электрометаллургическом комбинате (ЧЭМК).  Общая производительность таких фабрик в мире превышает 4,5 миллиона тонн брикетов в год (Индия, Бразилия, Колумбия, Чили, Малайзия, США, Япония, Россия, Казахстан и др.)